# Liste der Erzbischöfe von Córdoba
Die folgenden Personen waren Bischöfe und Erzbischöfe von Córdoba:
- Jerónimo Albornoz, O.F.M. (1570–1574)
- Francisco de Vitoria, O.P. (1578–1592)
- Fernando Trexo y Senabria, O.F.M. (1594–1614)
- Julián de Cortázar (1617–1625) (auch Erzbischof von Santafé)
- Tomás de la Torre Gibaja, O.P. (1628–1630)
- Melchor Maldonado y Saavedra, O.S.A. (1631–1662)
- Francisco de Borja (1668–1679) (auch Bischof von Trujillo)
- Nicolás de Ulloa y Hurtado de Mendoza, O.S.A. (1679–1686)
- Juan Bravo Dávila y Cartagena (1687–1691)
- Juan Manuel Mercadillo, O.P. (1694–1704)
- Manuel González Virtus (1708–1710)
  - Juan de Layceca (auch Bischof von Popayán)
- Alonso del Pozo y Silva (1713–1723) (danach Bischof von Santiago de Chile)
- José Manuel de Sarricolea y Olea (1723–1730) (auch Bischof von Santiago de Chile)
- José Antonio Gutiérrez y Ceballos (1730–1740) (auch Erzbischof von Lima)
- Pedro Miguel de Argandoña Pastene y Salazar (1745–1762)
- Manuel de Abad e Illanar, O. Praem. (1762–1771) (auch Bischof von Arequipa)
- Juan Manuel Moscoso y Peralta (1771–1778) (auch Bischof von Cuzco)
- José Antonio Campos Julián, O.C.D. (1778–1784) (auch Erzbischof von La Plata o Charcas)
- Angel Mariano Moscoso Pérez y Oblitas (1788–1804)
- Rodrigo Antonio de Orellana, O. Praem. (1805–1818) (auch Bischof von Avila)
- Benito Lascano y Castillo (11.–13. Juli 1836)
- José Gregorio Baigorria (1857–1858) (Elekt)
- José Vicente Ramírez de Arellano (1858–1873)
- Eduardo Manuel Alvarez (1876–1878)
- Mamerto Esquiú Medina, OFM Obs (1880–1883)
- Juan José Blas Tissera, O.F.M. (1884–1886)
- Reinaldo Toro, O.P. (1888–1904)
- Zenón Bustos y Ferreyra, O.F.M. (1904–1925)
- Fermín Emilio Lafitte (1927–1958) (auch Erzbischof von Buenos Aires) (ab 1934 erster Erzbischof)
- Ramón José Castellano (1958–1965)
- Raúl Francisco Kardinal Primatesta (1965–1998)
- Carlos José Ñáñez (1999–2021)
- Ángel Sixto Kardinal Rossi SJ (seit 2021)